# Narainapur
Narainapur (nep. नारायणपुर) – gaun wikas samiti w zachodniej części Nepalu w strefie Bheri w dystrykcie Banke. Według nepalskiego spisu powszechnego z 2001 roku liczył on 766 gospodarstw domowych i 4621 mieszkańców (2150 kobiet i 2471 mężczyzn).